# Phạm Minh Chính
Phạm Minh Chính (Distretto di Hậu Lộc, 10 dicembre 1958) è un politico e militare vietnamita, attuale Primo Ministro del Vietnam.

## Biografia
Phạm Minh Chính è nato nel municipio di Hoa Lộc, nel distretto di Hậu Lộc, parte della provincia di Thanh Hóa, nell'allora Vietnam del Nord.
Nel 1975 entrò alla Università di Studi Esteri di Hanoi, poi ribattezzata Università di Hanoi. Nel 1976 venne inviato nella Repubblica Socialista di Romania per studiare presso la Università tecnica d'ingegneria civile di Bucarest. Terminati gli studi, rientrò in patria nel 1984 iniziando a lavorare presso il Ministero degli Interni, venendo quindi trasferito presso il Ministero degli Esteri nel 1989. La sua richiesta di iscrizione al Partito Comunista del Vietnam venne accettata il 25 dicembre 1986, con decorrenza dall'anno successivo. Ricopriva la carica di Primo segretario presso l'ambasciata vietnamita in Romania al momento del crollo del regime socialista nel paese.
Tornato in patria nel 1996, venne nuovamente assegnato al Ministero degli Interni, poi rinominato Ministero della Pubblica Sicurezza nel 1998, ricoprendo vari incarichi ministeriali e presso l'Ufficio del Primo ministro.
Nel 2007 venne promosso a Maggiore Generale della Sicurezza pubblica popolare del Vietnam, ricoprendo allo stesso tempo vari ruoli di capo dipartimento all'interno del ministero. Il 12 agosto 2010 venne quindi promosso a viceministro della Pubblica sicurezza.
Il 18 gennaio 2011, durante l'XI congresso del Partito Comunista del Vietnam venne eletto membro del Comitato Centrale del Partito per la sessione 2011-2016.
Nello stesso anno venne trasferito nella Provincia di Quang Ninh in qualità di Segretario del Comitato Provinciale del Partito, rimanendo in carica fino al 2015. Richiamato a far parte dell'amministrazione centrale, venne nominato Vice capo del Comitato Organizzativo del Comitato Centrale del Partito Comunista del Vietnam. Nel gennaio 2016 venne eletto deputato dell'Assemblea nazionale per la Provincia, entrando anche a far parte del XII Ufficio Politico. Il mese successivo entrò quindi a far parte del Segretariato del Comitato centrale del Partito e venne promosso a Capo del Comitato Organizzativo del Comitato Centrale del Partito e Capo del Sottocomitato per la Protezione Politica del Comitato Centrale del Partito.
Il 30 gennaio 2021 venne riconfermato come membro del XIII Ufficio Politico. Il 5 aprile successivo venne eletto Primo ministro, rinunciando quindi alle cariche di Capo del Comitato Organizzativo del Comitato Centrale e Capo del Comitato Centrale per la Protezione Politica.